# ルイーズ・ケネディ
ルイーズ・ケネディ（Louise Kennedy、1960年6月28日 - ）は、アイルランドのファッションデザイナー、実業家。2013年には、「アイリッシュ・ファションの無冠の女王（Uncrowned Queen of Irish fashion）」と評された。

## 経歴
ケネディは、後にダブリン技術学院（現在のダブリン工科大学）に統合されたマーケティング・デザイン ・カレッジ（College of Marketing and Design）と、グラフトン・アカデミー（Grafton Academy of Dress Designing）に学び、1983年に独立した（公式サイトによる：独立を1982年、ないし、1984年とする記述もある）。
1990年、ケネディはアイルランド初の女性大統領メアリー・ロビンソンのために、就任式用に紫のウールとモアレの服装をデザインし、後にロビンソンはケネディの顧客のひとりとなった。ケネディは、このタイミングが極めて幸運だったと語っており、メディアに大きく取り上げられたことで、多数のアイルランド人顧客が突然に彼女の作品を知り、彼女の服を買い始めたのであった。この年、ケネディは、ロンドン・デザイナー・ショーへの展示参加者に選ばれた。1997年、ケネディはアイルランドの航空会社エアリンガスの乗務員の制服（11代目）をデザインし、ダブリンとロンドンにフラグシップ・ストア（旗艦店）をオープンした。1999年以降は、ティペラリー・クリスタルのためにグラスのデザインも手がけるようになり、2001年以降はマーカス・ノトリーとの共同作業を行っている。
2009年、ケネディは、それまで裁判官たちが着用していた伝統的なイギリス式のローブに代わって、新たにアイルランド共和国の法廷で着用される法服をデザインした。2011年からは、受注品のウェディングドレスの提供をはじめ、2013年には、自身によるデザイナー・ハンドバッグも立ち上げた。
2014年4月、ケネディはアイルランドのマイケル・D・ヒギンズ大統領の妻サビーナがロンドンを訪問する際のワードローブの制作に選ばれたアイルランド人デザイナーのひとりである。ケネディとジル・ハワードのオーダーメイドの舞踏会用ドレス2着とは別に、既製服として購入され、サビーナが友人である映画・舞台衣装デザイナーのジョーン・バーギンの協力を得て、アイルランドのデザインの良さをアピールするために選んだもので、バーギンは「特別なワードローブを依頼するのは私の意図ではなく、アイルランドの女性に何が提供されているのかを示すためだった」と語っている。この衣装はアイルランドのマスコミュニケーションで広く賞賛され、アイリッシュ・インデペンデント紙は、サビーナが1日に3つのケネディのアンサンブルを着ていたことに記事を捧げた。
サビーナ・ヒギンズやメアリー・ロビンソンの他にも、ケネディはイギリス首相夫人のシェリー・ブレアやサラ・ブラウンにもドレスを着せている。1998年には、ロニット・ジルカに代わって、シェリー・ブレアのお気に入りのデザイナーとなった。他のクライアントには、ソフィー（ウェセックス伯爵夫人）、メリル・ストリープ、カースティ・ヤング、エンヤなどがいる。
2014年12月、ケネディはダウニング街10番地で、イギリスのデザイナー、アーティスト、ビジネスマンを中心としたグループ（ステラ・マッカートニーなど）に参加し、イギリスを観光地、留学先、ビジネスの場としてPRすることを目的としたデーヴィッド・キャメロンの「GREAT Britain」キャンペーンのアンバサダーとしての役割をマークした。
2020年にエアリンガスの12代目となる制服をデザインした。

## 受賞
ケネディは、1989年と1990年に、アイリッシュ・デザイナー・オブ・ザ・イヤー（Irish Designer of the Year）に選ばれた。1992年には、ベスト・アイリッシュ・デザイナー・コレクション（Best Irish Designer Collection）としてファッション・オスカーを受賞し、1994年には、女性デザイナーとしては初めて、アイルランド服飾産業会のファッション特別功労賞（Outstanding Achievements in Fashion）を受賞した。アイルランドのファッション界における活躍によって、1992年にはティペラリー・パーソン・オブ・ザ・イヤー（Tipperary Person of the Year）に選ばれた。2003年と2004年には、ヴーヴ・クリコによる、アイリッシュ・ビジネスウーマン・オブ・ザ・イヤー（Irish Businesswoman of the Year）に選ばれた。2009年には、女性として初めてのメルセデス・ベンツの「スタイル使節（style envoy）」となった。
キャリアの初期から一貫してスーツやコートのデザインが高く評価されており、その方面では、1985年にベスト・アイリッシュ・コート・コレクション（Best Irish Coat Collection）、1991年にベスト・スーツ・アンド・ベスト・コート賞（Best Suit and Best Coat Award）、1993年にベスト・コート・アンド・スーツ・コレクション・デザイナー・オブ・ザ・イヤー（Best Coat and Suit Collection Designer of the Year）を受賞している。
2014年11月、ケネディの商業的・文化的な成功が認められ、出身校であるダブリン技術学院（現在のダブリン工科大学）から名誉博士号を授与された。
2017年11月21日、ケネディはアイルランド王立医師会（RCPI）が授与する最高の栄誉である名誉フェローシップを授与された。この賞は、医学界の世界的指導者や、社会に並外れた貢献をした人に与えられるものである。

## 大衆文化の中で
2010年、アイルランド郵政事業が発行した、国際的に有名な当代のアイルランド人ファッションデザイナー6人の作品を描いた切手のセットに、ケネディも取り上げられた。このセットには、ケネディのほかに、ポール・コステロー、レイニー・キヨー、ジョン・ロシャ、フィリップ・トレーシー、オーラ・カイリーが取り上げられていた。
ケネディは、コステローとともに、2013年のアイルランド放送協会（RTÉ）の番組『Craft Master』の決勝大会に、ゲスト審査員として出演した。